# Melanie Schnell
Pour les articles homonymes, voir Schnell.
Melanie Schnell, née le 22 février 1977 à Radstadt en Autriche, est une joueuse de tennis autrichienne, professionnelle dans les années 1990.

## Palmarès

### Titre en simple dames
Aucun

### Finale en simple dames
| No | Date       | Nom et lieu du tournoi | Catégorie | Dotation  | Surface      | Vainqueure        | Score    |          |
| -- | ---------- | ---------------------- | --------- | --------- | ------------ | ----------------- | -------- | -------- |
| 1  | 06/05/1996 | Lotto Open, Budapest   | Tier IV   | 107 500 $ | Terre (ext.) | Ruxandra Dragomir | 7-6, 6-1 | Parcours |

## Parcours en Grand Chelem

### En simple dames
| Année | Open d'Australie | Open d'Australie | Internationaux de France | Internationaux de France | Wimbledon       | Wimbledon         | US Open         | US Open          |
| ----- | ---------------- | ---------------- | ------------------------ | ------------------------ | --------------- | ----------------- | --------------- | ---------------- |
| 1995  | -                | -                | -                        | -                        | 2e tour (1/32)  | Miriam Oremans    | 2e tour (1/32)  | Sabine Appelmans |
| 1996  | 1er tour (1/64)  | Amanda Coetzer   | 1er tour (1/64)          | Mary Pierce              | 1er tour (1/64) | Lindsay Davenport | 1er tour (1/64) | M.J. Gaidano     |
| 2000  | -                | -                | -                        | -                        | 1er tour (1/64) | Rita Grande       | -               | -                |

À droite du résultat, l’ultime adversaire.

### En double dames
| Année | Open d'Australie | Open d'Australie | Internationaux de France | Internationaux de France | Wimbledon | Wimbledon | US Open                   | US Open                     |
| 1995  | -                | -                | -                        | -                        | -         | -         | 1er tour (1/32) B. Schett | Katrina Adams Zina Garrison |

Sous le résultat, la partenaire ; à droite, l’ultime équipe adverse.

## Parcours en Fed Cup
| #                                                                | Date       | Lieu       | Surface      | Gagnante(s)                    | Perdante(s)                  | Score    |          |
|                                                                  |            |            |              |                                |                              |          |          |
| 1996 - Barrage (groupe mondial I) - Autriche - Allemagne - 1 : 4 |            |            |              |                                |                              |          |          |
| 1                                                                | 13/07/1996 | Pörtschach | Terre (ext.) | Barbara Schett Melanie Schnell | Sabine Hack Christina Singer | 6-3, 6-4 | Parcours |

## Classements WTA en fin de saison

### En simple
| Année | 1993 | 1994 | 1995 | 1996 | 1997 | 1998 | 1999 | 2000 |
| Rang  | 424  | 204  | 102  | 146  | 295  | 235  | 312  | 171  |

Source : (en) « Classements de Melanie Schnell », sur le site officiel du WTA Tour

### En double
| Année | 1993 | 1994 | 1995 | 1996 | 1997 | 1998 | 1999 | 2000 |
| Rang  | 721  | 210  | 637  | 568  | 299  | 215  | 268  | 166  |

Source : (en) « Classements de Melanie Schnell », sur le site officiel du WTA Tour